# 大田勇治
大田 勇治（おおた ゆうじ、1964年7月21日 - ）は、鹿児島県鹿児島市出身の元プロ野球選手（外野手）。右投右打。

## 概要・人物
鹿児島商工高では、1982年に右翼手として春夏連続で甲子園に出場。春の選抜は1回戦でエース山中賢次を擁する鳴門商に9回逆転サヨナラ勝ち、しかし2回戦では二松學舎大付に惜敗。夏の選手権は3回戦に進むが、比叡山高に敗退。
八幡大学に進学。九州六大学野球リーグでは在学中3回優勝。1985年秋季リーグでは、6本塁打のリーグタイ記録をマーク。1986年の全日本大学野球選手権大会では主将として同期の島袋修と準決勝に進むが、森浩之らのいた東洋大に敗退。秋の明治神宮野球大会では愛知工大の西崎幸広に完投で敗れた。ベストナイン2回、リーグ最多本塁打の19本の記録も残している。
大学卒業後は社会人野球の日本通運に入社、打線の中軸として活躍する。1989年の都市対抗ではNTT関東の補強選手として出場、新日鐵広畑との1回戦で本塁打を放つ。1990年の都市対抗にも日本通運の四番打者として連続出場。しかし1回戦でプリンスホテルの佐藤康弘に抑えられ敗退した。
同年オフにドラフト外で26歳ながら日本ハムファイターズにテスト入団。契約金は0だった。1年目の1991年は一軍未出場ながら、二軍では規定打席に到達する。これにより、球団常務（当時）の大沢啓二曰く「まぁ、契約金みたいなもんだよ。１軍でバリバリ働いたらもっと出してもよかったんだが…。でも、よくやっている方だし、ささやかなものはプレゼントした」として、実質後払いでの契約金500万円（推定）を得ることとなった。1992年に新制土橋正幸監督の下で一軍初昇格。左翼手として4試合に先発出場、6月には一番打者としても起用されるが成績が残せず、同年限りで引退した。

## 詳細情報

### 年度別打撃成績
| 年 度     | 球 団     | 試 合 | 打 席 | 打 数 | 得 点 | 安 打 | 二 塁 打 | 三 塁 打 | 本 塁 打 | 塁 打 | 打 点 | 盗 塁 | 盗 塁 死 | 犠 打 | 犠 飛 | 四 球 | 敬 遠 | 死 球 | 三 振 | 併 殺 打 | 打 率 | 出 塁 率 | 長 打 率 | O P S |
| --------- | --------- | ----- | ----- | ----- | ----- | ----- | -------- | -------- | -------- | ----- | ----- | ----- | -------- | ----- | ----- | ----- | ----- | ----- | ----- | -------- | ----- | -------- | -------- | ----- |
| 1992      | 日本ハム  | 42    | 39    | 36    | 2     | 6     | 0        | 0        | 0        | 6     | 1     | 1     | 1        | 3     | 0     | 0     | 0     | 0     | 5     | 1        | .167  | .167     | .167     | .333  |
| 通算：1年 | 通算：1年 | 42    | 39    | 36    | 2     | 6     | 0        | 0        | 0        | 6     | 1     | 1     | 1        | 3     | 0     | 0     | 0     | 0     | 5     | 1        | .167  | .167     | .167     | .333  |

### 記録
- 初出場：1992年4月11日、対千葉ロッテマリーンズ2回戦（東京ドーム）、9回裏に鈴木慶裕の代打として出場
- 初安打：1992年4月16日、対福岡ダイエーホークス2回戦（平和台球場）、5回表に田中実の代打として出場、吉田豊彦から
- 初先発出場：1992年4月23日、対福岡ダイエーホークス5回戦（東京ドーム）、9番・左翼手として先発出場
- 初盗塁：1992年5月19日、対近鉄バファローズ7回戦（藤井寺球場）、11回表に二盗（投手：赤堀元之、捕手：古久保健二）
- 初打点：1992年6月4日、対福岡ダイエーホークス9回戦（平和台球場）、10回表に池田親興から勝ち越し適時打

### 背番号
- 53 （1991年 - 1992年）